# Transkaukasiska SFSR
Transkaukasiska socialistiska federativa sovjetrepubliken, Transkaukasiska SFSR, var 1922–1936 en av delstaterna i Sovjetunionen, bestående av de nuvarande självständiga staterna Georgien, Armenien och Azerbajdzjan, som tillsammans brukade gå under namnet Transkaukasiska republikerna i Sovjetunionen. Huvudstad i Transkaukasiska SFSR var Tiflis.

## Historik
Republikens rötter står att finna i upplösningen av det ryska kejsardömet 1917, i samband med ryska revolutionen, när de kaukasiska provinserna förklarade sig självständiga och avsåg att skapa en federativ stat, Transkaukasiska demokratiska federativa republiken. Eftersom de olika folkslagen inte lyckades dra jämnt och landet också kom i krig med Osmanska riket, upplöstes den federativa republiken ett halvår senare, i april 1918. 
Under de följande åren kom området att mer och mer bli inblandat i ryska inbördeskriget och härjades av Röda armén. I slutänden blev de alla sovjetrepubliker. I mars 1922 återförenades området till en union av sovjetrepubliker och blev senare samma år en gemensam rådsrepublik och delstat i Sovjetunionen. 1936 löstes den federativa Transkaukasiska sovjetrepubliken upp och Armenien, Azerbajdzjan och Georgien blev tre separata delstater i Sovjetunionen: Armeniska SSR, Azerbajdzjanska SSR och Georgiska SSR.

### Webbkällor
Den här artikeln är helt eller delvis baserad på material från Nordisk familjebok, Transkaukasiska socialistiska federativa sovjetrepubliken, 1904–1926.

### Trycka källor
- Mikaberidze, Alexander (2007) (på engelska). Historical dictionary of Georgia. Historical dictionaries of Europe ; no. 50. Lanham, Md.: Scarecrow Press. Libris 10464509. ISBN 978-0-8108-5580-9